# Rock Against Communism
Rock Against Communism (englisch für ‚Rock gegen Kommunismus‘), auch bekannt unter den Abkürzungen RAC bzw. R.A.C., war eine musikalische Kampagne, unter der Bands aus dem Bereich des britischen Rechtsrocks erstmals 1979 aktiv wurden. Der vom National Front geprägte Sammelbegriff der rechtsextremen/neonazistischen Rockmusik-Szene war eine Gegenbewegung zur linken Veranstaltungsserie Rock Against Racism. Heute handelt es sich um ein Schlagwort, das ähnlich wie „Rechtsrock“ eine Selbst- und Fremdbezeichnung für Musik mit rechtsextremen Texten ist. Dabei wird es häufig für englischsprachige, insbesondere britische Bands verwendet. Das Genre beschreibt weniger die Musik als vielmehr die textliche Ausrichtung.

## Geschichte
Mitte der 1970er feierten die beiden rechtsextremen Parteien British Movement und British National Front in Großbritannien vermehrt Erfolge. Parallel dazu entstanden in Großbritannien die Musikstile Punk sowie wenig später Oi!, die beide Jugendkulturen mit sich brachten. Während durch die Punkmusik die gleichnamige Jugendkultur entstand, führte Oi! zu einem Revival der Skinhead-Szene, die sich damit ein Stück weit von dem früher vorherrschenden Northern Soul und Ska löste. Federführend waren Bands wie Cockney Rejects, Cock Sparrer und die The 4-Skins. Die beiden rechtsextremen Parteien versuchten, Anhänger aus der neuen Skinhead-Szene zu gewinnen. Die 1976 gegründete Anti-Nazi League versuchte, sich dem sowie dem vorherrschenden Rechtsruck entgegenzustellen. 1978 wurde eine Veranstaltungsreihe unter dem Titel Rock Against Racism (RAR) ins Leben gerufen. Auch viele Bands aus dem Oi!-Genre, insbesondere Sham 69, Angelic Upstarts und The 4-Skins unterstützten die neue Initiative.
Tatsächlich gelang es RAR, den Einfluss der National Front auf junge Menschen zurückzudrängen. 1979 versuchte man sich an einer Gegenbewegung und benannte diese in Analogie Rock Against Communism („Rock gegen Kommunismus“). Das erste Konzert fand 1979 in Leeds statt. Dort traten die beiden Bands White Boss und The Dentists auf, die sich nur wenige Monate nach dem Gig auch wieder auflösten. Dieser erste Gig zog 300 Zuschauer an und setzte sich vor allem aus jungen, männlichen Skinheads zusammen. Aushängeschild wurde Ian Stuart Donaldson und seine Band Skrewdriver, die 1977 als Punkband gegründet wurde und seit einer Reunion 1981 zur ersten Rechtsrock-Band wurde. Organisatorisch gehörte RAC zur Jugendorganisation „Young National Front“ und hatte eine regelmäßige Spalte in der NF-Jugendzeitung Bulldog. Ab 1982 wurden vermehrt Konzerte veranstaltet, die alle unter dem RAC-Label abliefen. Zur Verbreitung der Musik gründete die NF die Plattenfirma White Noise Records. Zu den ersten Bands dieser jungen Bewegung gehörten Skullhead, No Remorse, Brutal Attack und Diehards. Die Konzerte fanden ab 1983 kontinuierlich statt. Headliner war meist Skrewdriver. Die Auftritte fanden häufig in Suffolk auf dem Anwesen von Edgar Griffin, dem Vater von Nick Griffin, einem bekannten NF-Organisator, statt. Tatsächlich manövrierten sich Bands, die unter diesem Label agierten, ins Abseits. Der große Protest gegen den beginnenden Rechtsrock führte dazu, dass Gruppen nur auf Veranstaltungen auftreten konnten, die von RAC organisiert wurde. Dennoch ging der Plan auf: mit Rock Against Communism konnte die NF junge Leute gewinnen und gleichzeitig durch den Verkauf von Tonträgern Geld erwirtschaften. Auch der internationale Markt öffnete sich für den neuen Sound.
Nach dem Einstellen des Bulldog lebte RAC weiter als Kategorie in den Fanzines New Dawn und White Noise. Innerhalb der National Front war White Noise Records und RAC die einzigen funktionierenden Bereiche. Politisch wurde die NF immer diffuser und schloss sogar eine Zusammenarbeit mit der Nation of Islam nicht aus. Das war für viele Rassisten und Nationalisten zu viel. Tatsächlich fand ein radikaler Bruch mit der immer bedeutungsloser werdenden Partei statt. Der offene Bruch ließ neue Organisationen entstehen, an deren Spitze das Netzwerk Blood & Honour stand. Dies bedeute allerdings auch das Ende von Rock Against Communism als Organisation. Blood & Honour verstand sich selbst als Flaggschiff von Rock Against Communism und so fand ein Bedeutungswechsel von einer Organisation hin zu einem musikalischen Schlagwort statt. Seitdem ist Rock Against Communism ein Sammelbegriff für rechtsextreme Musik aller Art.

## Andere Länder
In den 1980er Jahren griff die Bewegung auch auf andere europäische Länder über, zunächst vor allem nach Skandinavien. In Schweden gründete sich 1986 eine kleine RAC-Organisation unter dem Motto „Rock mot Kommunismen“ (RMK, ‚Rock gegen den Kommunismus‘). Zu den Gründungsmitgliedern gehörten Mitglieder der Nordischen Reichspartei sowie der Bevara Sverige Svenskt (dt. „Haltet Schweden schwedisch“). Prominente Mitglieder waren Göran Gustavsson und Peter Rindell, Mitglieder der Band Hooligan, aus der später Vit Aggression (dt. „Weiße Aggression“) hervorging. Wie ihre britischen Pendants brachte RMK ein Fanzine (Streetfight, später Vit Rebell) heraus und organisierte ab 1987 Konzerte in Schweden. Bands waren unter anderem Ultima Thule, Dirlewanger und Division S. Schützenhilfe leistete Donaldson mit seinem Blood-&-Honour-Netzwerk. RMK ging später in Vit Arisk Motstand (VAM) auf.
In Westdeutschland wurde am 17. August 1985 ein Konzert im Stile von RAC veranstaltet. Vor 600 Skinheads spielten dort die Bands Böhse Onkelz, INdecent Exposure sowie Kahlkopf. „Rock gegen Links“ wurde in der deutschen Szene zwar auch ein Schlagwort, verbreitete sich aber wesentlich weniger als RAC. 1991 fand in Brandenburg das Rock-Against-Communism-Festival statt, wo die Bands Radikahl (Deutschland), Peggior Amico (Italien), Dirlewanger (Schweden) und No Remorse auftraten.
Auch in den USA breitete sich RAC in den frühen 1980er Jahren im Umfeld der Hardcore-Punk- und Skinhead-Szene aus und brachte unter anderem Gruppen wie Youth Defense League, Max Resist and the Hooligans, Mid Town Bootboys und Bully Boys hervor, in deren Umfeld in den späten 1980er Jahren die neonazistische Hammerskin Nation entstand.

## Heutige Verwendung
„RAC“ ist bis heute ein beliebter Bezugspunkt neonazistischer und rechtsextremer Bands. In den deutschsprachigen Ländern wird der Begriff RAC heute zumeist zur Charakterisierung des Oi!-lastigen britischen Neonazi-Rocks der 1980er-Jahre herangezogen, allerdings oft auch als synonym für alle rocklastigen Stile der rechten Musikszene. Damit wird der Begriff dann oft analog zu Rechtsrock verwendet. Eine definitive Trennlinie lässt sich daher nur zu den weniger rocklastigen Stilen wie den nationalistischen Liedermachern im Stile von Frank Rennicke oder Michael Müller sowie zum NS-Rap ziehen, ebenso zu den härteren Stilen wie dem National Socialist Black Metal und dem National Socialist Hardcore. Die RAC-Bewegung gilt als Bindeglied zwischen der offen neonazistischen, politisch ambitionierten Musikszene und sich politisch neutral verstehenden Skinheads und Oi!-Skins angesehen werden. Mit Kommunismus oder der Gegnerschaft dazu hat der Ausdruck eigentlich weniger zu tun. Die Benennung ergab sich historisch aus der Gegnerschaft zu Rock Against Racism. Eher verschleiert die Phrase die oftmals antisemitische und rassistische Ausrichtung der Musik. Ein auch heute noch verwendetes Symbol der Bewegung ist Hammer und Sichel in Anlehnung an die sowjetische Flagge, in die sich ein Totenkopf festgebissen hat.